# NGC 3358
NGC 3358 est une galaxie lenticulaire située dans la constellation de la Machine pneumatique. NGC 3358 a été découverte par l'astronome britannique John Herschel en 1835.

## Caractéristiques
La classe de luminosité de NGC 3358 est I et elle présente une large raie HI, ce qui est inusité, car selon les quatre sources consultées ce n'est pas une galaxie spirale.

### Distance
Sa vitesse par rapport au fond diffus cosmologique est de 3 309 ± 23 km/s, ce qui correspond à une distance de Hubble de 48,8 ± 3,4 Mpc (∼159 millions d'al).
À ce jour, une mesure non basée sur le décalage vers le rouge (redshift) donne une distance d'environ 38,300 Mpc (∼125 millions d'al). Cette valeur est à l'extérieur des valeurs de la distance de Hubble. Notons que c'est avec la valeur moyenne des mesures indépendantes, lorsqu'elles existent, que la base de données NASA/IPAC calcule le diamètre d'une galaxie et qu'en conséquence le diamètre de NGC 3358 pourrait être d'environ 71,5 kpc (∼233 000 al) si on utilisait la distance de Hubble pour le calculer.

### Morphologie
NGC 3358 a été utilisée par Gérard de Vaucouleurs comme une galaxie de type morphologique (R2')SAB(l)a dans son atlas des galaxies,.

## Groupe de NGC 3347
NGC 3358 fait partie du groupe de NGC 3347. Outre NGC 3347 et NGC 3358, ce groupe de galaxies comprend au moins 4 autres galaxies : NGC 3354, NGC 3347A (PGC 31761), ESO 317-54 et ESO 318-4.